# 米沢市立関小学校
米沢市立関小学校（よねざわしりつ せきしょうがっこう）は山形県米沢市にあった公立小学校である。

## 概要
米沢市の南部に位置した小学校である。学区内には白布温泉がある。

## 沿革
- 1881年（明治14年） - 開校
- 2021年（令和3年） 3月31日 - 児童数減少により、閉校。米沢市立南原小学校に統合。
  - 閉校時の児童数は10人だった。

## 通学区域
- 大字関町、大字立石、大字関、大字綱木[2]

## 進学先中学校
- 卒業生が公立中学校を選択する場合は、第二中学校へ進学する[2]。

## 学校教育目標
- 進んで勉強する子(知)
- 明るく思いやりのある子(徳)
- 元気に運動する子（体）
- ※『いきいき　はきはき　のびのび　関っ子』[3]